# Roraimamyrvireo
Roraimamyrvireo (Herpsilochmus roraimae) är en fågel i familjen myrfåglar inom ordningen tättingar.

## Utbredning och systematik
Roraimamyrvireo delas in i två underarter:
- Herpsilochmus roraimae kathleenae – förekommer i tepuis i sydvästra Venezuela och näraliggande Brasilien (norra Amazonas)
- Herpsilochmus roraimae roraimae – förekommer i tepuis i sydöstra Venezuela, näraliggande norra Brasilien (norra Roraima) och väst-centrala Guyana

## Status
IUCN kategoriserar arten som livskraftig.